# Choker
«Choker» es una canción del dúo estadounidense Twenty One Pilots. Es el segundo sencillo de su sexto álbum de estudio Scaled and Icy. La canción fue lanzada el 30 de abril de 2021, junto con un video musical, dirigido por Mark C. Eshleman.

## Video musical
El video musical de la canción fue dirigido por Reel Bear Media y el rodaje se llevó a cabo en Columbus, Ohio, en una juguetería. Fue lanzado el 30 de abril de 2021 en el canal de YouTube del dúo.

## Posicionamiento en lista
| Lista (2021)                              | Posiciones |
| ----------------------------------------- | ---------- |
| República Checa (Singles Digitál Top 100) | 46         |
| Global 200 (Billboard)                    | 149        |
| Ireland (IRMA)                            | 83         |
| Lithuania (AGATA)                         | 90         |
| Slovakia (Singles Digitál Top 100)        | 79         |
| Reino Unido (UK Singles Chart)            | 88         |